# Romy und Michele
Romy und Michele (Originaltitel: Romy and Michele’s High School Reunion, Alternativtitel: Romy und Michele: Alle Macht den Blonden) ist eine US-amerikanische Filmkomödie aus dem Jahr 1997. Regie führte David Mirkin, das Drehbuch schrieb Robin Schiff anhand ihres Theaterstücks The Ladies Room. Die Hauptrollen spielten Mira Sorvino und Lisa Kudrow.

## Handlung
Die 28-jährigen Romy White und Michele Weinberger kennen sich seit der High School, die sie gemeinsam besuchten. White jobbt in einem Autosalon, Weinberger ist arbeitslos. Die beiden Singles wohnen zusammen und besuchen gerne Partys.
Zehn Jahre nach dem Schulabschluss fahren beide Frauen in ihre Heimatstadt Tucson, wo ein Treffen der Hochschulabsolventen stattfindet. Sie wollen sich dort als erfolgreiche Unternehmerinnen ausgeben.
Auf dem Treffen werden Romy und Michele von der ehemaligen Anführerin der Cheerleader, Christy Masters, wie in Schulzeiten gehänselt. Sie geben vor, sie hätten die Klebezettel erfunden und damit ein Vermögen gemacht. Die frühere Mitschülerin Heather Mooney kennt den wahren Erfinder und entlarvt die Lüge.
Lisa Luder, die für die Zeitschrift Vogue arbeitet, lobt den Stil der Bekleidung und Frisuren von Romy und Michele. Sandy Frink, der zum Millionär wurde, ist noch wie damals ein Verehrer von Michelle. Er gesteht ihr, dass er allen Luxus hat, nur sie ihm fehlt. Er fordert Michelle zum Tanz auf und tanzt auf ihren Wunsch mit beiden Frauen gleichzeitig, dann nimmt er sie in seinem Hubschrauber mit.
Die Freundinnen eröffnen einige Monate später mit von Sandy geliehenem Geld eine Boutique, in der auch Heather einkauft.

## Kritiken
Der Film erhielt überwiegend positive Kritiken und erreichte bei Rotten Tomatoes eine Bewertung von 69 %, basierend auf 51 Kritiken. Bei Metacritic konnte ein Metascore von 59, basierend auf 18 Kritiken, erzielt werden.
Desson Howe schrieb in der Washington Post vom 25. April 1997, dass die Komödie „köstlich“ („delicious“) sei. Mira Sorvino und Lisa Kudrow seien „für ihre Rollen geboren“.
Ruthe Stein schrieb in der San Francisco Chronicle vom 25. April 1997, dass Mira Sorvino und Lisa Kudrow „wundervoll“ seien. Die Sprache der Dialoge sei zwar übertrieben, aber doch in der Realität angesiedelt. Stein lobte ebenfalls die Kostüme.
Das Lexikon des internationalen Films schrieb: „Durch ihre gesellschaftliche Relevanz rangiert diese unscheinbare Komödie über dem Genredurchschnitt.“

## Auszeichnungen
Alan Cumming, Lisa Kudrow und Mira Sorvino wurden im Jahr 1998 für die Tanzszene für den MTV Movie Award nominiert. Lisa Kudrow wurde 1998 für den Golden Satellite Award nominiert.

## Hintergründe
Lisa Kudrow spielte am Ende der 1980er Jahre im verfilmten Theaterstück The Ladies Room. Die Dreharbeiten fanden in Kalifornien statt. Das Einspielergebnis in den Kinos der USA betrug 29,2 Millionen US-Dollar. Im Jahr 2005 entstand mit Romy und Michele: Hollywood, wir kommen! ein Prequel.